# Огњем и мачем
Огњем и мачем је историјски роман нобеловца Хенрика Сјенкјевича, први део Сјенкјевичеве Трилогије, која описује историју Државне заједнице Пољске и Литваније у 17. веку. 

## Историја
Роман је објављен 1884, по речима аутора, „да охрабри срца” Пољака након подела Пољске крајем 18. века.

## Тема
Роман се дешава у Украјини 1648, за време устанка Богдана Хмељницког.
 

Основни заплет романа је љубавни троугао и сукоб између пољског властелина Јана Скшетуског и козачког вође Јурка Бохуна, који се боре за руку украјинске кнегиње Јелене Булихове. Роман описује историјске личности и догађаје из пољске перспективе, са пуно симпатија за пољску властелу која је индивидуализована кроз епизодне ликове, међу којима се истичу ликови пана Заглобе и Лонгина Подбипјенте, који су приказани као витезови и браниоци хришћанства, док се устаници оптужују за покоље, антисемитизам и савез са Татарима, непријатељима отаџбине и вере. Покољ пољака и Јевреја назива се злочином, док се покољ украјинских сељака назива правдом:
"...а што према бунтовницима нема милости, то је заслуга, а не грех...Где ми можете показати слична чудовишта?Где има онаквих дивљаштава каква су они вршили над женама и децом?Где онаквих страшних злочина? И зато су колац и вешала претерани? Фуј,фуј!"
Пуковник Заћвиљиховски о побуњеним козацима.
Историјски догађаји обухватају устанак Хмељницког до битке код Берестечка (1651) .

## Заплет

### Први део
У пролеће 1648. хусарски поручник Јан Скшетуски, у служби пољског магната (великаша), кнеза Јеремије Вишњовецког, у украјинској степи спасава од разбојника непознатог властелина, Богдана Хмељницког, који бежи козацима у Запорошку Сичу на Дњепру. Скшетуски на путу среће младу кнегињу Јелену Булихову, дешава се љубав на први поглед, и они се вере упркос отпору њене породице, која је обећала њену руку младом козачком атаману Јурку Бохуну. 
Скшетуски одлази као посланик у Сичу, али је рањен и заробљен, пошто Хмељницки постаје козачки хетман (врховни заповедник), склапа савез са Татарима и подиже буну против Пољске. Пољска војска је поражена од козака и Татара код Жутих вода, на граници Украјине, а затим, још теже, код Корсуња. Хмељницки поклања слободу Скшетуском. 
За то време, Бохун сазнаје за Јеленину веридбу и убија њену породицу у покушају да је отме, али је рањен у окршају. Јелену спасава Заглоба, стари пољски властелинчић који живи од Бохунове милости, убеђен да је побуна козака осуђена на пораз. Након битке код Корсуња побуна узима маха, и Заглоба прерушен у просјака одводи Јелену на сигурно, у тврђаву Бар. Први део романа завршава сусретом пана Заглобе и Скшетуског, и вестима да је Бар освојен. 

### Други део
Јелена је заробљена, али је Бохун, искрено заљубљен, није повредио. 
За то време, приватна војска кнеза Вишњовецког, са Скшетуским и Заглобом, односи неколико победа над козацима и чини свирепости над заробљеницима, које главни јунаци романа, који је писан из пољске и властелинске перспективе, правдају као заслужену казну због издаје отаџбине. Умире пољски краљ Владислав, и Пољска је у нереду док трају избори за новог краља: изабран је Јан Казимир, присталица помирења и преговора са козацима. Скшетуски одлази на преговоре са пољском делегацијом како би тражио Јелену, али преговори пропадају. Пољска је страховито потучена код Пилаваца. 
За то време, Бохун је упућен као козачки посланик на изборе у Варшаву, али се тамо среће са Заглобом и пада тешко рањен у двобоју са поручником Володијевским. Рањен, Бохун одаје Јеленино скровиште Женђану, пољском слузи кога сматра за пријатеља, али га овај издаје. Заглоба, Володијовски и Женђан спасавају Јелену, али је поново губе у нападу Татара. Јелена и Женђан беже, а остали јунаци и Скшетуски опседнути су од козака у Збаражу. 
Опсада Збаража, који јуначки брани кнез Вишњовецки, представља врхунац романа: у покушају да доведе помоћ, херојски гине литвански властелин Лонгин Подбипјента. Након тешких искушења, Скшетуски успева да се пробије до краља и опседнути су спашени, а са козацима је потписано примирје. Роман завршава поновним сусретом Скшетуског и Јелене, и епилогом у коме је описан завршетак козачког устанка и судбине Бохуна и Хмељницког.

## Екранизација
Пољски филм Огњем и мачем снимљен је 1999. године.